# Eddie Romero
Eddie Romero (7 de julio de 1924 - 28 de mayo de 2013) fue un influyente director, productor y guionista de cine filipino, considerado uno de los mejores del cine de Filipinas. Romero fue nombrado artista nacional de Filipinas en 2003.